# Équipe de Pologne espoirs de football
Maillots
L'équipe de Pologne espoirs de football est constituée par une sélection des meilleurs joueurs polonais de moins de 21 ans sous l'égide de la Fédération de Pologne de football.
Cette équipe a atteint à cinq reprises les quarts de finale du championnat d'Europe espoirs, en 1982, 1984, 1986, 1992 et enfin 1994.

## Palmarès
- Tournoi de Toulon
  - Vainqueur : 1974

## Effectif professionnel actuel
Les joueurs suivants ont été appelés pour disputer les matchs amicaux contre la Grèce les 23 et 27 septembre 2022.
Gardiens
- Kacper Tobiasz
- Kacper Trelowski
- Krzysztof Bąkowski

Défenseurs
- Ariel Mosór
- Oskar Krzyżak
- Patryk Peda
- Maksymilian Pingot
- Bartłomiej Kłudka
- Dominik Marczuk

Milieux
- Fryderyk Gerbowski
- Michał Rakoczy
- Jakub Kałuziński
- Kacper Kozłowski
- Filip Marchwiński
- Tomasz Wójtowicz
- Dawid Hanc
- Arkadiusz Pyrka
- Mateusz Musiałowski
- Daniel Dudziński
- Jakub Myszor
- Mariusz Fornalczyk
- Kajetan Szmyt
- Mateusz Łęgowski

Attaquants
- Filip Szymczak
- Dawid Kocyła
- Szymon Włodarczyk